# Jakišnica
Jakišnica je priobalno naselje na otoku Pagu u Republici Hrvatskoj. Naselje ima mediteransku klimu jer je locirano uz Kvarnerić, dio Jadranskog mora. Temperature preko ljeta znaju prekoračiti 35°C, dok je prosječna temperatura u prosincu 16,2°C.

## Povijest
Jakišnica je nastala iz doseljenika dva naselja, Stanišća i Gagera prije oko 100 godina (?), koncem Prvog svjetskog rata. Naime, nitko se nije nastanjivao u obalnom pojasu jer bi preko zime bura i sol napravili veliku štetu. Prvi doseljenik bio je sa Stanišća, a zvao se Jakov Badurina. Njegov ga je otac zbog svađe otjerao iz sela, zbog čega je bio primoran nastaniti se uz more. Sa svojom ženom Marijom imao je prve potomke. To su bili Šime, Benjamin, Slavko (poslije Odorik), Leopold i Anton Badurina. Oni su napravili prvu kuću u selu koju su ravnopravno dijelili. Kako se naselje širilo počeli su pristizati Gagerani. Oni su izgradili desnu stranu sela, a Stanišćani lijevu. Naposljetku su se dva dijela spojila i stvorila Jakišnicu kakva je danas. U Drugom svjetskom ratu talijanska mornarica potopila je saveznički brod "Albany" (lokalno znan kao "Albanija") u neposrednoj blizini mjesta, a sad je mjesto iznad olupine broda ribarsko lovište. Za vrijeme Domovinskog rata mnogi su iz Ravnih kotara pobijegli na Pag. Asfaltirana cesta do sela napravljena je 80'-ih te se poslije razvio turizam. Selo je urbanizirano, napravljene su šljunčane, betonske i pješčane plaže, šetnice, apartmani, auto-kamp i hotel. U selu ima više kuća (posebice apartmana) nego stanovnika, a po zimi selo zamre zbog kraja turističke sezone. Selo robu nabavlja u jedinoj trgovini u mjestu.

## Današnjica
Turizam je glavna grana prihoda. Uz hotel, u selu postoje samo obiteljske kuće i vile. Maslinarstvo i ribarstvo se prakticiraju, ali većinom kao hobij. Pokojnici se najčešće pokapaju na groblju u Lunu. Najbliži se dom zdravlja nalazi u Novalji, a bolnica u Zadru. Najbliža vatrogasna postaja je DVD Lun u Lunu. Pošiljke za Jakišnicu mogu se poslati ili podignuti u pošti u Lunu. Uvalu od otvorenog mora čuvaju dva umjetno izgrađena rta, lokalno znanih kao punte. Do mjesta se dolazi Lunjskim putem (cesta Lun - Novalja) dugim 11.5 km zračne linije.